# Embraer
Embraer, afgeleid van Empresa Brasileira de Aeronáutica, is een Braziliaanse vliegtuigbouwer van kleinere toestellen die vaak voor regionale vluchten gebruikt worden.

## Activiteiten
Embraer is een Braziliaanse fabrikant van vliegtuigen. Het maakt verkeersvliegtuigen, privéjets en militaire toestellen. Het hoofdkantoor staat in São José dos Campos in de staat São Paulo. De verkeersvliegtuigen van Embraer hebben een capaciteit tot 150 passagiers. Embraer heeft ongeveer 30% van de markt voor dit soort type kleine verkeersvliegtuigen in handen.
Andere dochterbedrijven zijn Embraer’s Equipment Division (EDE), Embraer Aero Seating Technologies (EAST), Atech, Savis en Bradar en het bedrijf heeft verder aandelenbelangen in Visiona Tecnologia Espacial Telebras (51%) en OGMA (65%).
In 2022 leverde het bedrijf 57 verkeersvliegtuigen af, 102 zakenvliegtuigen en vier militaire vliegtuigen. In dit jaar realiseerde Embraer een omzet van US$ 4,5 miljard. Het aandeel van de verkeersvliegtuigen in de totale omzet was zo’n een derde, van privéjets idem en zo'n 30% was diensten gerelateerd. Noord-Amerika is de belangrijkste afzetmarkt, hier werd meer dan 60% van de omzet behaald. Het omzetaandeel van Europa was 20% en Brazilië 11%. In 2022 leed het een verlies van US$ 204 miljoen.

## Geschiedenis

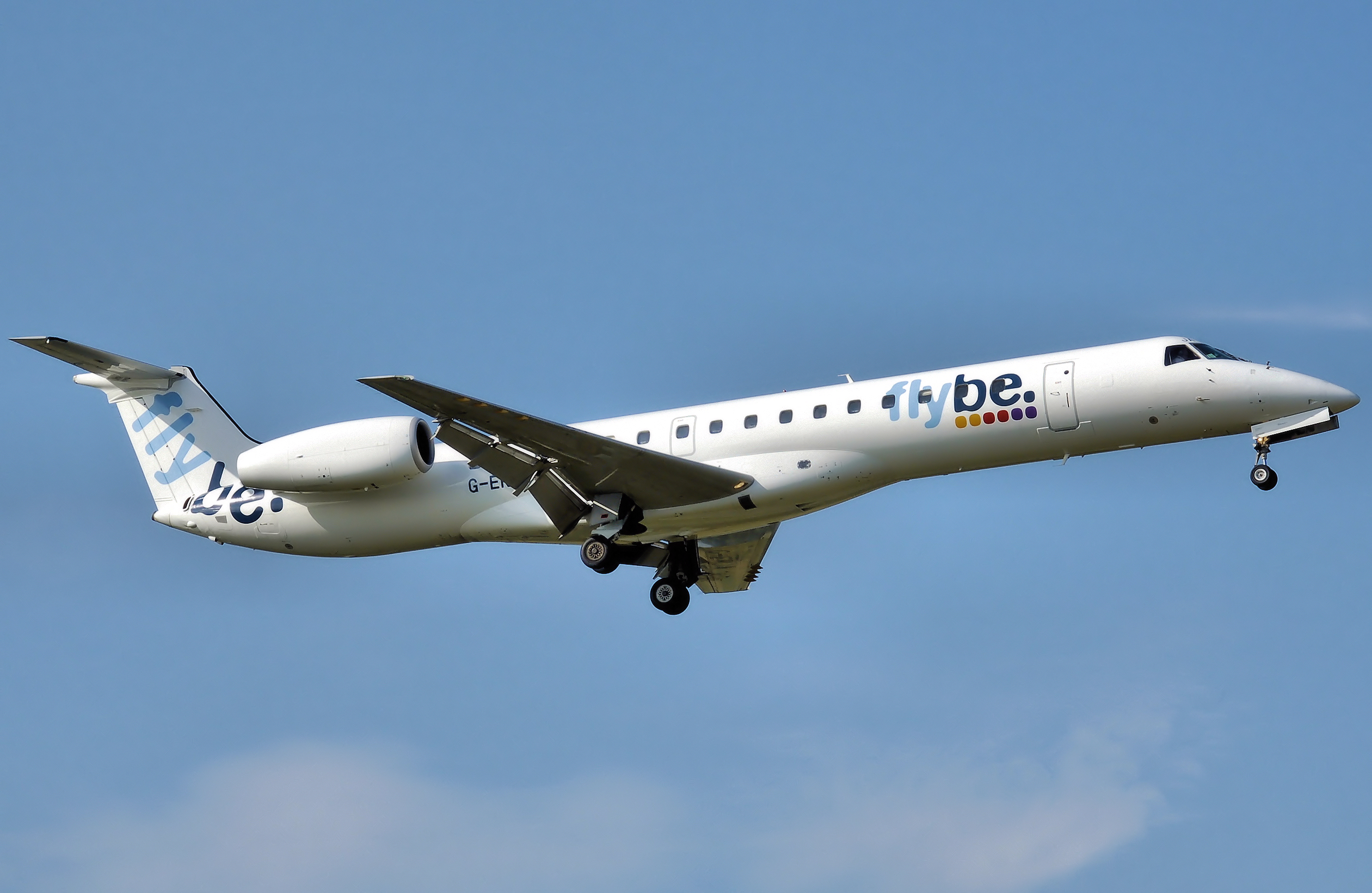
De Embraer 145

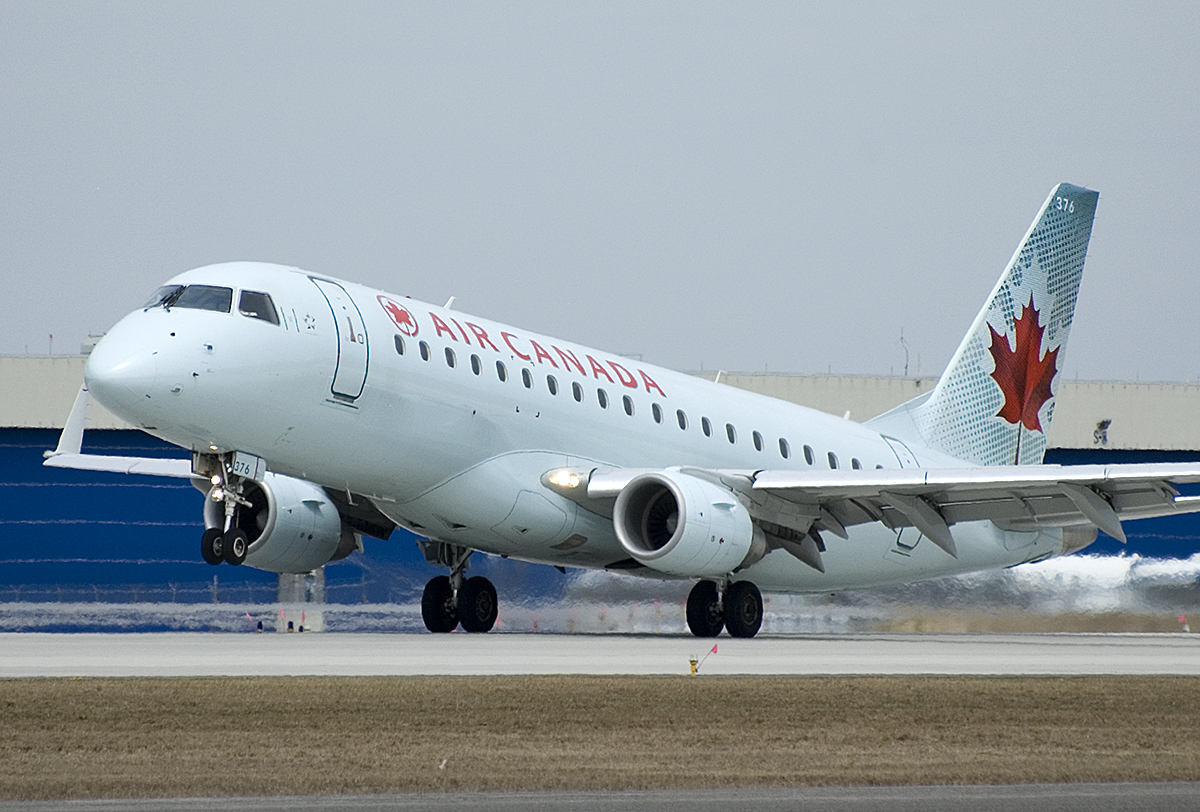
Een Embraer 175 van Air Canada

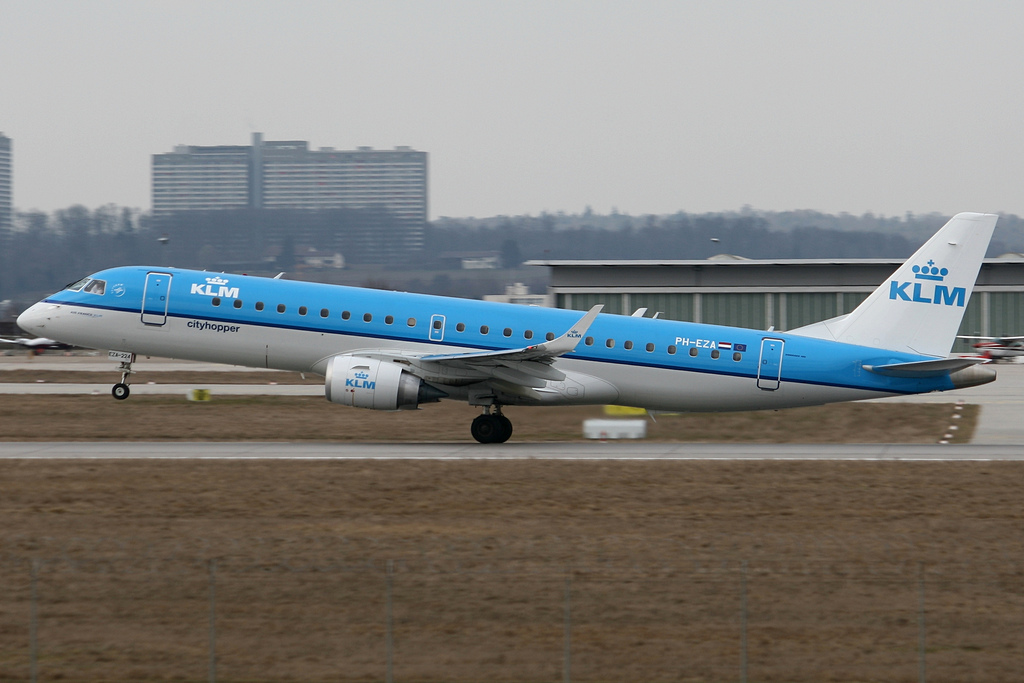
Een Embraer 190 van KLM Cityhopper in het oude KLM-kleurenschema

De vliegtuigfabrikant werd opgericht in 1969. Het bedrijf kwam echter pas op 2 januari 1970 echt van de grond. In 1971 begon de productie van een zweefvliegtuig, de EMB 400 Urupema. Dit was het eerste vliegtuig dat in het eigen productiebedrijf van Embraer werd gebouwd.
Op 9 augustus 1972 maakte de EMB 110 Bandeirante zijn eerste vlucht. Het is een klein toestel met twee turboprop-motoren voor regionaal gebruik. De eerste levering vond plaats in 1973 aan de Braziliaanse luchtmacht. Pas in 1978 werd het toestel voor de eerste keer geleverd aan een commerciële luchtvaartmaatschappij, het Franse Air Littoral.
In 1974 ontstond een samenwerking met Piper, waarbij Embraer enkele toestellen van Piper mocht bouwen. In oktober 1976 vond de eerste vlucht van de Embraer 121 Xingú plaats. Dit was het eerste gemotoriseerde vliegtuig met drukcabine dat door Embraer zelf werd ontworpen. Het is een compact en efficiënt toestel, ontworpen voor zakenvervoer.
In de jaren tachtig ontwierp Embraer ook een militair toestel, tegelijkertijd met de EMB 145. De ondertussen verouderde EMB 120 werd ook gepresenteerd, gebouwd en geleverd. De Belgische luchtmacht was een van de eerste militaire klanten voor de ERJ 135 en ERJ 145. In 1990 kreeg Embraer een financiële opdoffer, waarbij 4000 van de 13.900 personeelsleden werden ontslagen.

### Na privatisering
Aan het einde van 1994 werd Embraer geprivatiseerd. In datzelfde jaar werd de EMB 145 voor de tweede keer gelanceerd, ditmaal met motoren aan de staart gemonteerd. Dat type wordt, sinds 1998, gewoonlijk ERJ145 (Embraer Regional Jet) genoemd. Het is een zuinig toestel met goede prestaties. In 1999 werd het toestel voor het eerst geleverd aan Continental Express.
In 1997 kreeg Embraer de opdracht van de Braziliaanse overheid om een speciale ERJ 145 te bouwen, waarmee het Amazonegebied geobserveerd kon worden. In augustus 1999 introduceerde Embraer de EMB170/175/190/195. Deze nieuwe toestellen hebben een capaciteit van 70 tot 114 stoelen en een vliegbereik van ongeveer 3600 kilometer. Dit type vult nu het gat op tussen de Regionale Jets en de Airbus A318. Alle types hebben al gevlogen; de 170 is geleverd aan het Poolse LOT en aan Alitalia Express.
Verder werd er een joint venture opgericht met het Chinese AVIC II om daar de ERJ 145 te produceren. In 2005 werd de 900e ERJ 145 gebouwd en geleverd aan Luxair. In november 2008 werd de eerste Embraer 190 geleverd aan de KLM om daar een gedeelte van de Fokker-vloot te vervangen. KLM-partner Air France is al jaren vaste klant bij Embraer.
In 2017 poogde Boeing heel Embraer over te nemen, maar de Braziliaanse staat blokkeerde dit. De regering heeft een gouden aandeel en kan haar veto uitspreken over zaken die haar militaire belangen schaden of een belangrijke verandering van de eigendomsverhoudingen inhouden. In juli 2018 maakte Boeing bekend dat het een groot deel van Embraer wilde overnemen, alleen de militaire vliegtuigen en privéjets zouden buiten de transactie blijven. De activiteiten op het gebied van de verkeersvliegtuigen zouden opgaan in een joint venture met Boeing als grootste aandeelhouder (80%) en Embraer de rest. Boeing zou hiervoor US$ 3,8 miljard (ca. € 3,2 miljard) betalen. Embraer maakt vooral kleinere verkeersvliegtuigen en Boeing is minder actief in dit marktsegment. In april 2020 werd bekend dat de overeenkomst niet doorging. Volgens Boeing waren de bedrijven er niet in geslaagd om de juiste voorwaarden voor de overname vast te leggen voordat de deadline van de overeenkomst verliep. Embraer beschuldigde Boeing van vertraging om zo onder de overeenkomst uit te kunnen komen. In september 2024 heeft Boeing ingestemd om US$ 150 miljoen aan Embraer te betalen om het geschil te schikken.
Op 1 juli 2025 plaatste SAS Groep een bestelling voor 45 vliegtuigen van het type Embrear E195-E2 en nam een optie voor nog eens 10 vliegtuigen. De levering begint omstreeks eind 2027 en iedere maand zal een toestel worden geleverd. Het hele leveringsprogramma duurt dan zo'n vier jaar. De order heeft een waarde van circa US$ 4 miljard.

## Types
- Embraer Phenom 100
- Embraer Phenom 300
- Embraer Legacy 600/650
- Embraer EMB 110 Bandeirante
- Embraer EMB 120 Brasilia
- Embraer EMB 312 Tucano

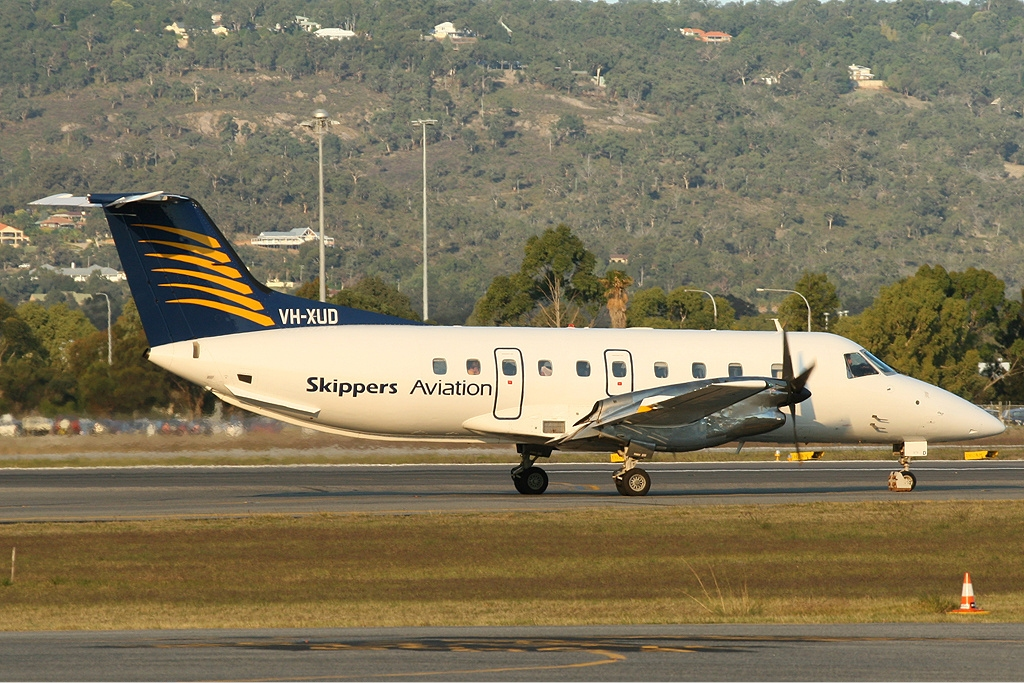
EMB-120 Brasilia van Skippers Aviation

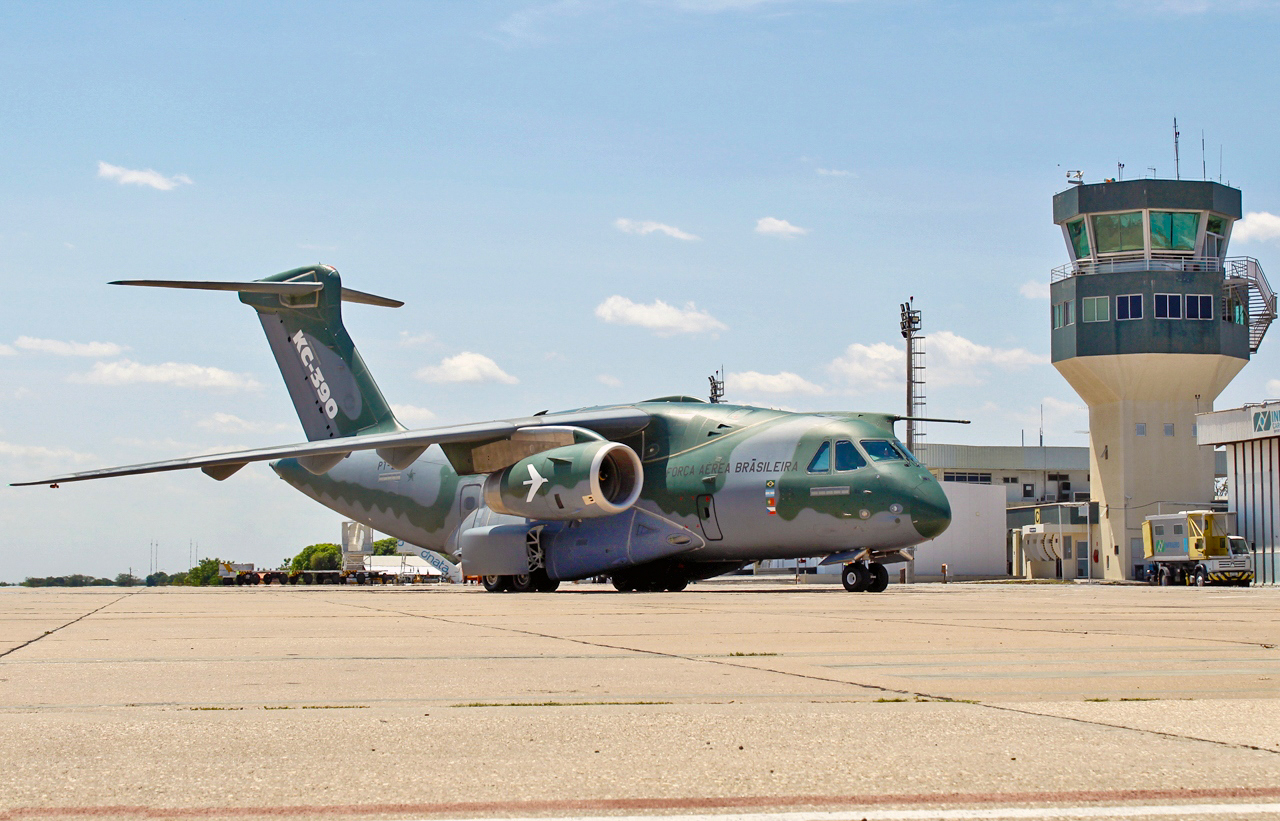
Embraer C-390

- Embraer EMB 326 Xavante (vernoemd naar het inheemse volk Xavante)
- Embraer ERJ 135/140
- Embraer ERJ 145
- Embraer 170/175
- Embraer 190/195

### Militair
- Embraer C-390 Millennium (tankvliegtuig versie: KC-390)
- Embraer EMB 314 Super Tucano
- Embraer R-99
- Embraer EMB 110 Bandeirante

## Trivia
- Het officiële Belgische regeringsvliegtuig was tot eind 2020 een Embraer 135 Regional Jet.
- Acteur Jackie Chan heeft een eigen Legacy 650 (N688JC) in zijn bezit. Hierop is een speciaal draken-kleurenschema geschilderd.